# Куэвас, Пабло
Пабло Габриэль Куэвас (исп. Pablo Gabriel Cuevas; родился 1 января 1986 года в Конкордии, Аргентина) — уругвайский теннисист. Победитель одного турнира Большого шлема в парном разряде (Открытый чемпионат Франции-2008); победитель 15 турниров ATP (из них шесть в одиночном разряде).

## Общая информация
Пабло — старший из двух сыновей Габриэля и Лусилы Куэвасов; его младший брат Мартин также играет в теннис на профессиональном уровне.
Жену Куэваса зовут Кларита. В 2014 году у Пабло родилась дочь Альфонсина, а затем ещё один ребенок.
Уругваец в теннисе с шести лет. Любимое покрытие — грунт, лучший удар — бэкхенд.

## Спортивная карьера

### Начало карьеры
В профессиональном теннисе Куэвас с 2004 года. В феврале того года в возрасте 18-ти лет он дебютировал за сборную Уругвая в отборочном раунде розыгрыша Кубка Дэвиса. В 2005 году Пабло выигрывает первые в карьере призы на турнирах серии «фьючерс», взяв в общей сложности за сезон два одиночных и пять парных титулов. В начале 2006 года он сделал победный дубль на «фьючерсе» в Колумбии. В июле Куэвас в парном разряде выиграл дебютный турнир из серии «челленджер», состоявшийся в Монтобане. Ещё один парный «челленджер» он завоевал в ноябре в Нейплсе.
В январе 2007 года уругваец берёт «челленджер» в парах в Сан-Паулу. В конце месяца Куэвас в дуэте с чилийцем Адрианом Гарсией дебютировал на основных соревнованиях ATP-тура, сыграв в парном розыгрыше турнира в Винья-дель-Маре. В апреле он выиграл парный «челленджер» во Флорианополисе. В мае в Туника-Ресортсе Пабло выиграл первый «челленджер» в одиночном разряде, а также дебютировал на турнирах из серии Большого шлема, сыграв в мужских парных соревнованиях на Открытом чемпионате Франции (совместно с Карлосом Берлоком прошёл в третий раунд). В июле Куэвас выиграл парный «челленджер» в Турине и одиночный в Схевенингене. В августе он выиграл парный «челленджер» в Сан-Марино. На Открытом чемпионате США он смог пройти через квалификационный отбор. В первом раунде ему в соперники достался британец Энди Маррей, который смог разгромить Куэваса в трёх сетах. В ноябре он выигрывает «челленджер» в Лиме. Осенью Пабло выиграл ещё три «челленджера» в парах и по итогам сезона занял 60-е место в мировом парном рейтинге.

### 2008—2011 (победа на Ролан Гаррос в парах)
В конце января 2008 года в Винья-дель-Маре Куэвас смог обыграть Гильермо Корию, Фернандо Вердаско, Хосе Акасусо и вышел в полуфинал турнира. Это выступление позволило Пабло войти в Топ-100 одиночного рейтинга. В апреле он первый раз выходит в финал турнира АТП. Произошло это в парных соревнованиях турнира в Хьюстоне, где он выступил с испанцем Марселем Гранольерсом. Главного результата в этом сезоне Куэвас добивается в мае на парных соревнованиях Открытого чемпионата Франции. В паре с перуанским теннисистом Луисом Орной он преподносит сюрприз уже в первом раунде, обыграв французский дуэт и седьмую пару турнира Арно Клемана и Микаэля Льодра 7-5, 6-4. Затем во втором раунде они переигрывают сильную пару Роберт Линдстедт и Яркко Ниеминен 6-4, 6-1 и выходят на девятую пару турнира Лукаша Длоуги и Леандера Паеса 6-4, 6-4. В четвертьфинале им предстоит сразиться с первой парой мира американцами Бобом и Майком Брайанами. В упорной трехсетовой борьбе Куэвас и Орна выигрывают 6-3, 5-7, 7-6(1). В борьбе за выход в финал им противостоит другой неожиданный дуэт на полуфинальной стадии это Душан Вемич и Бруно Соарес и в сложнейшем поединке им удается сломить их сопротивление 6-4, 6-7(6), 7-6(6). Впервые в карьере попав в финал на Турнире Большого шлема, Куэвасу и Орне предстояло побороться за титул уже с опытным дуэтом и вторым номером в рейтинге канадцем Даниэлем Нестором (который на тот момент являлся действующим победителем турнира) и Ненадам Зимоничем. Выиграв их легко со счетом 6-2, 6-3 Пабло Куэвас и Луис Орна сотворили сенсацию, став победителями Открытого чемпионата Франции. Для Куэваса эта победа стала не только первой на Турнирах Большого шлема, но и на турнирах ATП в целом.
| Стадия  | Соперники (посев)                | Рейтинг  | Счёт              |
| 1 раунд | Арно Клеман Микаэль Льодра (7)   | 13 / 12  | 7-5 6-4           |
| 2 раунд | Роберт Линдстедт Яркко Ниеминен  | 35 / 61  | 6-4 6-1           |
| 3 раунд | Лукаш Длоуги Леандер Паес (9)    | 14 / 24  | 6-4 6-4           |
| 1/4     | Боб Брайан Майк Брайан (1)       | 1 / 1    | 6-3 5-7 7-6(1)    |
| 1/2     | Бруно Соарес Душан Вемич (Alt)   | 94 / 137 | 6-4 6-7(6) 7-6(6) |
| Финал   | Ненад Зимонич Даниэль Нестор (2) | 6 / 3    | 6-2 6-3           |

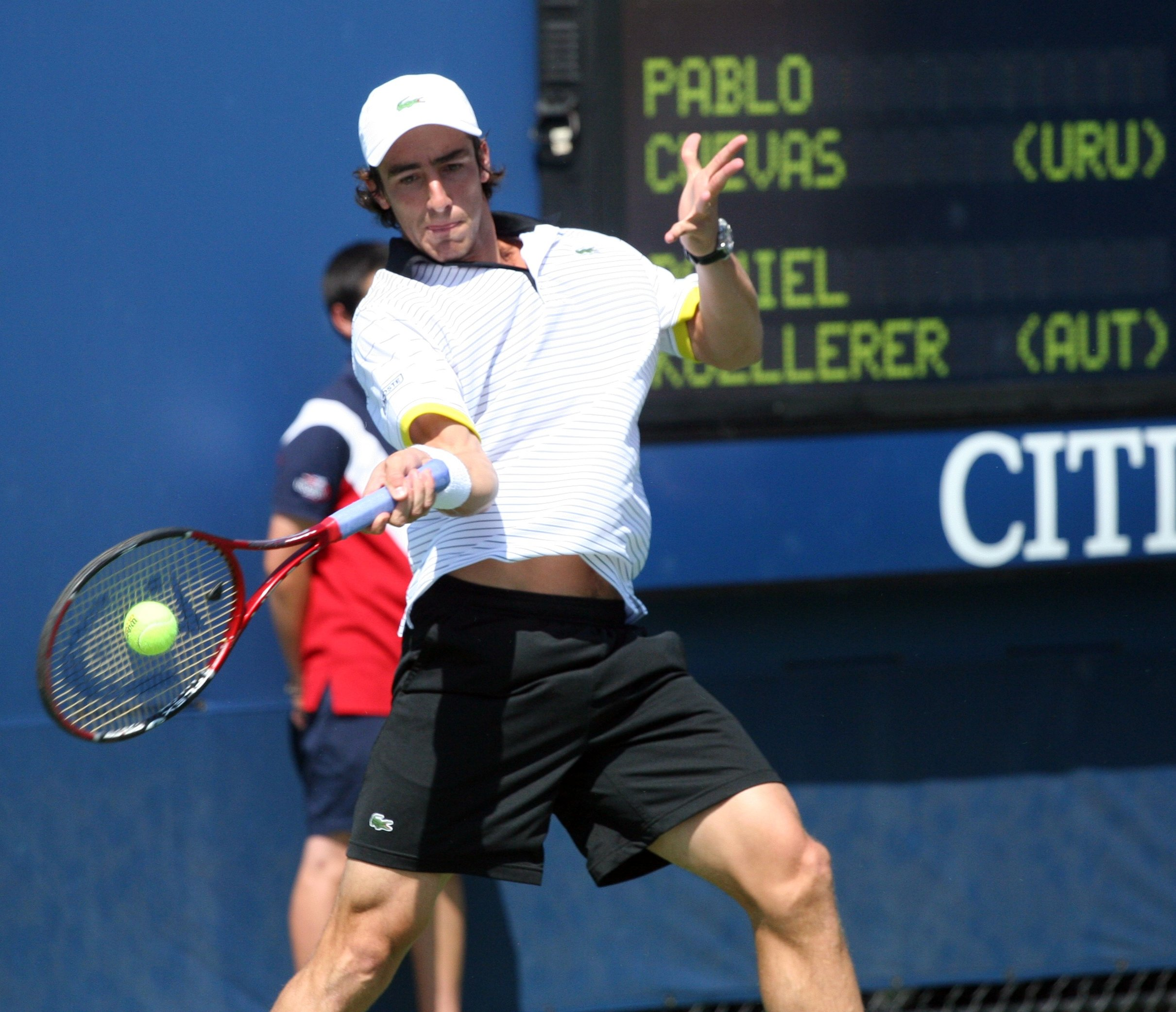
Куэвас на Открытом чемпионате США 2009 года

В одиночном розыгрыше Ролан Гаррос и Открытого чемпионата США 2008 года Куэвас выбыл в первом раунде. В концовке сезона Куэвас и Орна приняли участие в Итоговом турнире среди парников. В своей группе он выиграли два матча, а проиграли один и вышли в полуфинал, где уступили Ненад Зимонич и Даниэлю Нестору.
В феврале 2009 года Куэвас вышел в полуфинал турнира в Винья-дель-Маре, а в парном розыгрыше ему удалось выиграть титул совместно с аргентинцем Брианом Дабулом. В апреле Пабло сделал победный дубль на «челленджере» в Неаполе, выиграв одиночные и парные соревнования. Ещё один парный «челленджер» он выиграл в мае в Бордо. В июне в качестве лаки-лузера уругваец попал на свой первый Уимблдон, где в первом раунде обыграл Кристофа Рохуса в упорном пятисетовом матче (3-6, 4-6, 6-4, 6-1, 11-9), а во втором также в пяти сетах проиграл Джесси Левайну. В июле он неплохо сыграл на турнире в Гамбурге. Начав его с квалификации, Куэвас смог пройти в полуфинал. После турнира он вернул себе место в Топ-100. На Открытом чемпионате США Куэвас вышел во второй раунд. В октябре он смог выиграть «челленджер» на родине в Монтевидео. Вместе с Марселем Гранольерсом Пабло удается в этом году завоевать свой третий парный титул АТП в карьере на турнире в Москве. 2009 год он завершил уже в Топ-50 одиночного рейтинга.
В январе 2010 года на дебютном в основной сетке Открытом чемпионате Австралии Куэвас в первом раунде проиграл Фелисиано Лопесу. В феврале он в альянсе с Гранольерсом победил в парах на турнире в Баие. В конце месяца Пабло вышел в четвертьфинал турнира в Акапулько. В мае Гранольерс и Куэвас выходят в парный финал на турнире в Эшториле. На Отркытом чемпионате Франции уругвайца в первом раунде выбил испанец Хуан Карлос Ферреро. В июле Куэвас сыграл в 1/4 финала турнира в Бостаде. На Открытом чемпионате США он вышел во второй раунд. В сентябре Пабло побеждает на «челленджере» в Щецине и выходит в четвертьфинал турнира АТП в Бухаресте. В октябре на зальном турнире в Москве Куэвас смог выйти в полуфинал, а на стадии второго раунда обыграл № 11 в мире Николая Давыденко — 7-6(6), 7-6(5).
Открытый чемпионат Австралии 2011 года для Куэваса завершился уже в первом раунде. В марте на турнире серии Мастерс в Майами в матче второго раунда он смог обыграть № 8 в мире Энди Роддика — 6-4, 7-6(4), однако уже в следующем раунде сам проиграл Жилю Симону. В апреле на грунтовых турнирах в Хьюстоне и Эшториле Пабло достиг стадии 1/2 финала. Открытый чемпионат Франции завершился для него поражением в первом раунде. После него Куэвас из-за травмы не выступал в течение двух лет.

### 2013—2015 (первые одиночные титулы в туре)

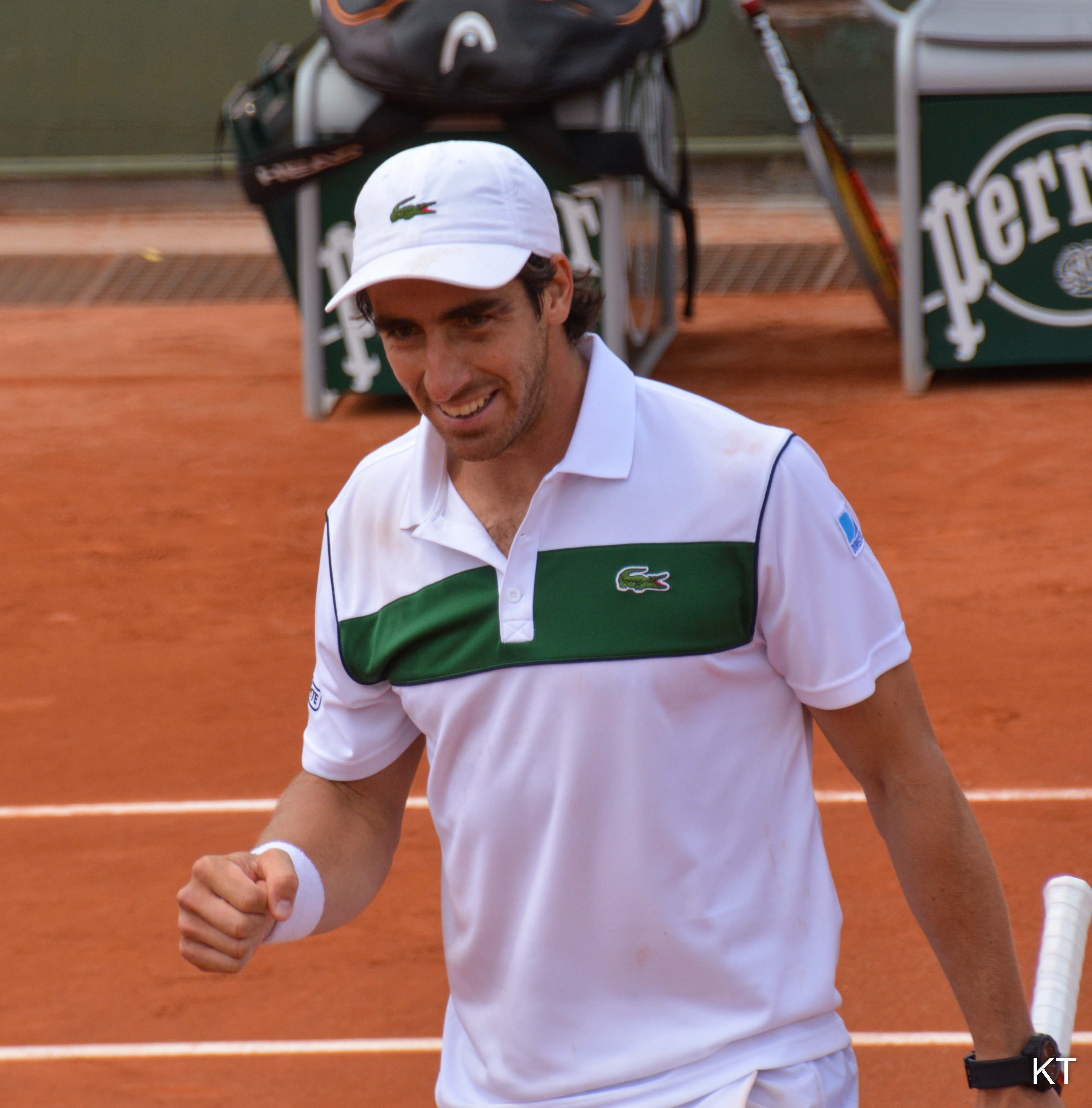
Куэвас на Открытом чемпионате Франции 2015 года

Возвращение на корт Куэваса состоялось в апреле 2013 года. В мае на Открытом чемпионате Франции он вышел во второй раунд, а в парном розыгрыше совместно с аргентинцем Орасио Себальосом смог выйти в полуфинал. Следующий раз на корт он выходит в августе на Открытом чемпионате США, где проигрывает в первом раунде. В конце сентября в дуэте с Себальосом он смог достичь парного финала турнира в Куала-Лумпуре. В октябре уругвайский теннисист выиграл «челленджер» в Буэнос-Айресе, а в ноябре с младшим братом Мартином взял парный титул «челленджера» в Монтевидео.
В феврале 2014 года Куэвас и Себальос вышли в парный финал турнира в Буэнос-Айресе. В марте Пабло смог сделать победный дубль на «челленджере» в Баранкилье. В партнёрстве с испанцем Давидом Марреро в мае он вышел в парный финал турнира в Оэйраше. На кортах Ролан гаррос Куэвас во втором раунде проиграл Фернандо Вердаско, а после этого победил на «челленджере» в Местре. Уимблдон завершился для него в первом раунде. В июле Куэвас смог выиграть первый одиночный титул АТП. Находясь в рейтинге за пределами первой сотни, на турнире в Бостаде он смог обыграть всех своих соперников, а в финале разгромил Жуана Соузу со счётом 6-2 6-1. Благодаря этому успеху, Куэвас в рейтинге поднялся сразу на 50 строчек вверх — со 111-го на 61-е место. Через две недели после этого его ждал новый успех. На турнире в Умаге Пабло начал выступления в квалификации и смог завоевать титул. В решающем матче он переиграл № 18 в мире Томми Робредо — 6-3, 6-4. На Открытом чемпионате США уругваец проиграл в первом раунде. В сентябре он смог выйти в четвертьфинал турнира в Куала-Лумпуре. В концовке сезона он выиграл «челленджер» в Гуаякиль и сделал чемпионский дубль на «челленджере» в Монтевидео. По итогам сезона Куэвас смог занять 30-е место в одиночном рейтинге.
На Открытом чемпионате Австралии 2015 года Куэвас вылетел уже в первом раунде, а в парных соревнованиях смог выйти в полуфинал в миксте и четвертьфинал в мужских парах. в феврале он смог выиграть грунтовый турнир в Сан-Паулу, где в решающем матче переиграл итальянца Лука Ванни — 6-4, 3-6, 7-6(4). Затем на турнирах в Рио-де-Жанейро и Буэнос-Айресе смог выйти в четвертьфинал. В начале мая Куэвас сыграл в финале нового в календаре турнира в Стамбуле, где не смог переиграть знаменитого швейцарского теннисиста Роджера Федерера — 3-6, 6-7(11). В мае в паре с испанцем Давидом Марреро он выиграл свой первый парный Мастерс. Для этого они в финале турнира в Риме смогли обыграть Марселя Гранольерса и Марка Лопеса — 6-4, 7-5. На Открытом чемпионате Франции Пабло переиграл Сэма Грота и Доминика Тима и впервые вышел в третий раунд. где проиграл Гаэлю Монфису. В июне Куэвас и Марреро вышли в парный финал турнира на траве в Ноттингеме. На Уимблдоне Куэвас выбыл уже на старте. В июле он сыграл в полуфинале в Бостаде и в четвертьфинале в Гамбурге. Открытый чемпионат США завершился для Пабло во втором раунде. В октябре на турнире в Пекине он смог выиграть у пятой ракетки мира Томаша Бердыха (6-4, 6-4). Далее Куэвас обыграл Иво Карловича и в 1/4 финала проиграл итальянцу Фабио Фоньини. До конца сезона он ещё один раз смог выйти в 1/4 финала на турнире в Валенсии и завершил сезон на 40-й позиции.

### 2016—2018 (попадание в топ-20)

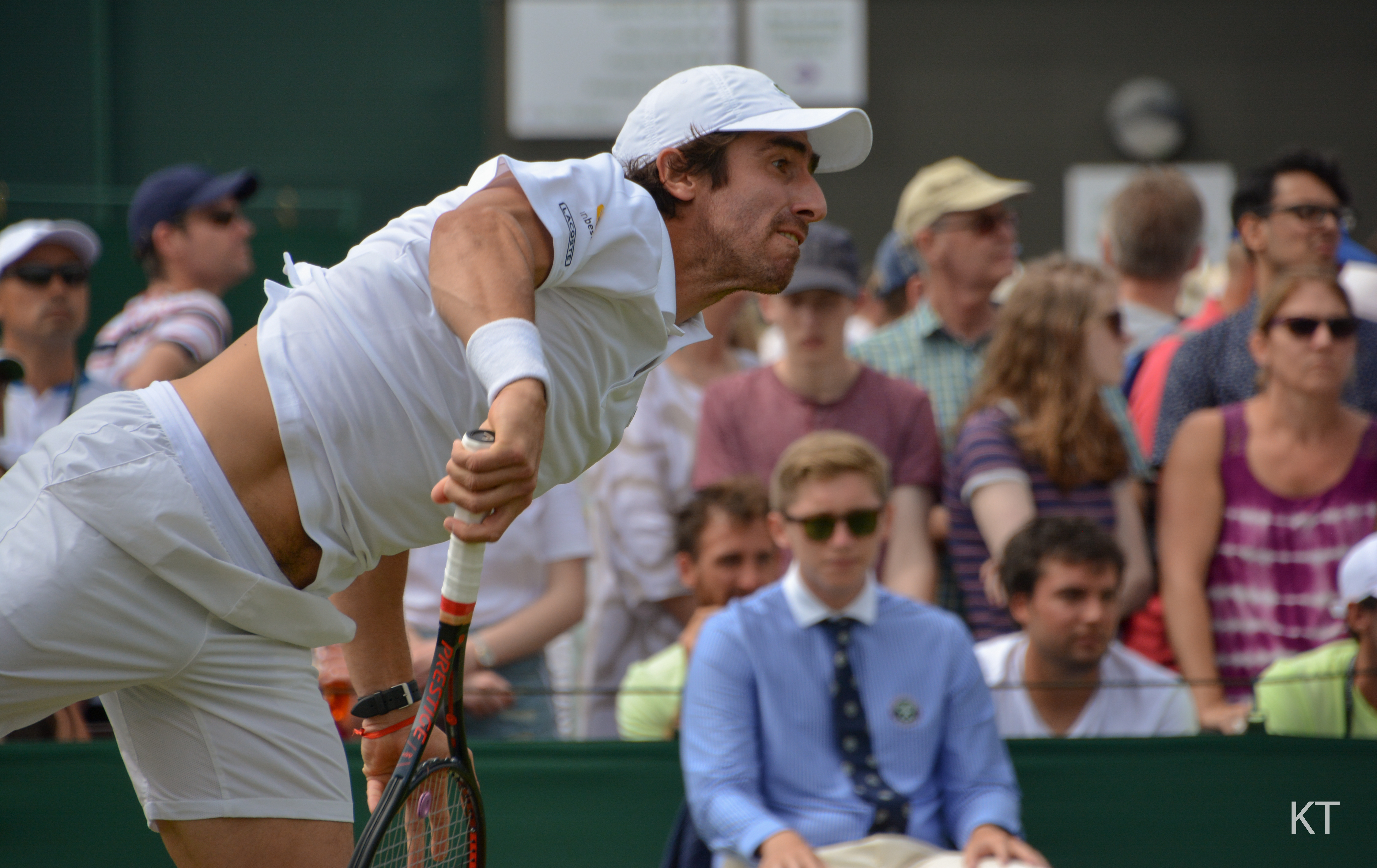
Куэвас на подаче. Уимблдон-2018

На Открытом чемпионате Австралии 2016 года Куэвас во втором раунде уступил Нику Кирьосу, а в парном разряде смог выйти в полуфинал в альянсе с Марселем Гранольерсом. Успешно уругваец выступил в феврале этого года. После выхода в четвертьфинал на турнире в Буэнос-Айресе он затем смог выиграть два титула подряд. Первый из них он завоевал на турнире в Рио-де-Жанейро, где в полуфинале обыграл грунтового мастера Рафаэля Надаля (6-7(6), 7-6(3), 6-4), а в финале переиграл аргентинца Гидо Пелью (6-4, 6-7(5), 6-4). Следующая победа состоялась на турнире в Сан-Паулу, где Пабло защитил прошлогодний титул, обыграв в финале Пабло Карреньо (7-6(4), 6-3). В апреле совместно с Гранольерсом он смог достичь парного финала турнира в Барселоне. В мае на Открытом чемпионате Франции он второй год подряд вышел в третий раунд, где не смог обыграть Томаша Бердыха.
В июне 2016 года он вышел в первый в карьере одиночный финал не на грунтовом покрытии. Произошло это на травяном турнире в Ноттингеме, где в решающем матче Куэвас проиграл Стиву Джонсону — 6-7(5), 5-7. В первом раунде Уимблдонского турнира он проиграл в пяти сетах россиянину Андрею Кузнецову. В июле Пабло смог выйти в финал на грунтовом турнире в Гамбурге, где в борьбе за титул уступил Мартину Клижану (1-6, 4-6). Рейтинговые очки добытые, благодаря этому выступлению, позволили Куэвасу впервые войти в топ-20 мирового рейтинга. В августе он выступил на первой в карьере Олимпиаде, которая проводилась в Рио-де-Жанейро. В первом раунде он смог обыграть грузина Николоза Басилашвили, а во втором проиграл «хозяину корта» Томасу Беллуччи. На Открытом чемпионате США он также вылетает во втором раунде. В октябре Куэвас сыграл в 1/4 финала на зальном турнире в Антверпене. Сезон 2016 года он завершает уже на 22-м месте в рейтинге.
На старте сезона 2017 года Куэвас смог выйти в четвертьфинал турнира в Сиднее. В феврале у него получилось завоевать парный титул на турнире в Рио-де-Жанейро в партнёрстве с Пабло Карреньо. В начале марта уругваец в третий раз в карьере выиграл турнир в Сан-Паулу, где в решающем матче он обыграл Альберта Рамоса — 6-73, 6-4, 6-4. Затем он неплохо сыграла на мастерсе в Индиан-Уэллсе, пройдя в 1/4 финала. В апреле на грунтовом мастерсе в Монте-Карло он повторил этот результат и добавил к нему титул в парном разряде (в дуэте с Роханом Бопанной). Также в Монте-Карло Куэвасу в матче третьего раунда удалось обыграть № 3 в мире на тот момент Стэна Вавринку — 6-4, 6-4. Ещё лучше он выступил в Мадриде, где впервые достиг полуфинала серии мастерс. Но на Открытом чемпионате Франции ему не удалось улучшить результат и Пабло третий год подряд проиграл на стадии третьего раунда.
Вторая половина сезона прошла без сильных результатов в одиночном разряде, лишь в конце сезона он выиграл «челленджер» на родине. В парном же разряде он смог выиграть два титула (в августе в Кицбюэле с Гильермо Дураном и в октябре в Вене с Бопанной) и один раз достиг финала (в июле в Гамбурге с Марком Лопесом). По итогу сезона он стал 32-м в одиночном и 21-м в парном рейтингах.
В 2018 году уровень игры Куэваса понизился. На Открытом чемпионате Австралии он остановился во втором круге, проиграв американцу Райану Харрисону. В феврале он вышел в четвертьфинал в Рио-де-Жанейро, а затем в полуфинал в Сан-Паулу. В марте на мастерсе в Индиан-Уэллсе Пабло прошёл в третьем раунде № 5 в мире Доминика Тима на отказе соперника в третьем сете. На Открытом чемпионате Франции Пабло дошёл до второго круга, где проиграл Кевину Андерсону из ЮАР, а на Уимблдонском турнире проиграл первый же матч итальянцу Симоне Болелли. Вторую часть сезона Куэвас, переместившийся в рейтинге во вторую половину топ-100, чаще проводит на турнирах младшей серии «челленджер».

### 2019—2024
На Открытом чемпионате Австралии 2019 года Куэвас дошёл до второго раунда, где проиграл болгарину Григору Димитрову. В феврале на турнире в Кордове он дошёл до полуфинала, но проиграл аргентинцу Гидо Пелье. На следующем турнире в Буэнос-Айресе его результатом стал четвертьфинал, а затем в Рио-де-Жанейро он вновь попал в 1/2 финала.
В апреле он разогрелся и победил на «челленджере» в Тунисе, в финале сломив сопротивление Жуана Домингеша из Португалии. Затем он доиграл до 1/4 финала турнира основного тура в Будапеште. На турнир в Кашкайш Куэвасу пришлось отбираться через квалификацию и он проиграл в её финале. Однако он попал в основную сетку в качестве «лаки-лузера» и смог доиграть до финала. В главном матче уругваец проиграл Стефаносу Циципасу из Греции со счётом 3-6 6-7(4). В мае он выиграл «челленджер» в Экс-ан-Прованс (Франция), обыграв в финале Квентена Алиса. На Открытом чемпионате Франции Куэвас дошёл до третьего раунда, но проиграл будущему финалисту Доминику Тиму в четырёх сетах.
На Уимблдонском турнире в первом раунде обыграл Дамира Джумхура в пяти сетах, однако во втором раунде уже проиграл в четырёх сетах чеху Иржи Весёлому. В летний период его лучшим результатом стал выход в четвертьфинал в Кицбюэле. На Открытом чемпионате США Пабло дошёл до второго раунда, но проиграл Камилю Майхшаку в пяти сетах.
В неполный сезон 2020 года в основном туре Куэвас отметился двумя четвертьфиналами (в Кордове и Буэнос-Айресе) в феврале.
24 сентября 2024 года объявил о завершении карьеры.

## Рейтинг на конец года
| Год  | Одиночный рейтинг | Парный рейтинг |
| 2023 | 826               | 1229           |
| 2022 | 269               | 409            |
| 2021 | 97                | 174            |
| 2020 | 67                | 114            |
| 2019 | 45                | 124            |
| 2018 | 88                | 44             |
| 2017 | 32                | 21             |
| 2016 | 22                | 34             |
| 2015 | 40                | 34             |
| 2014 | 30                | 54             |
| 2013 | 220               | 63             |
| 2011 | 142               | 209            |
| 2010 | 63                | 62             |
| 2009 | 50                | 40             |
| 2008 | 142               | 21             |
| 2007 | 113               | 60             |
| 2006 | 230               | 163            |
| 2005 | 354               | 342            |
| 2004 | 834               | 1109           |
| 2003 | 1432              |                |

По данным официального сайта ATP на последнюю неделю года.

## Выступления на турнирах

### Финалы турнировATPв одиночном разряде (10)

#### Победы (6)
| Легенда                                |
| -------------------------------------- |
| Турниры Большого шлема (0+1*)          |
| Итоговый турнир ATP (0)                |
| ATP Мастерс 1000 (0+2)                 |
| ATP International Gold / АТР 500 (1+2) |
| ATP International / АТР 250 (5+4)      |

| Титулы по покрытиям | Титулы по месту проведения матчей турнира |
| ------------------- | ----------------------------------------- |
| Хард (0+2*)         | Зал (1+2)                                 |
| Грунт (6+7)         | Зал (1+2)                                 |
| Трава (0)           | Открытый воздух (5+7)                     |
| Ковёр (0)           | Открытый воздух (5+7)                     |

* количество побед в одиночном разряде + количество побед в парном разряде.
| №  | Дата            | Турнир                   | Покрытие    | Соперник в финале    | Счёт           |
| 1. | 13 июля 2014    | Бостад, Швеция           | Грунт       | Жуан Соуза           | 6-2 6-1        |
| 2. | 27 июля 2014    | Умаг, Хорватия           | Грунт       | Томми Робредо        | 6-3 6-4        |
| 3. | 15 февраля 2015 | Сан-Паулу, Бразилия      | Грунт (зал) | Лука Ванни           | 6-4 3-6 7-6(4) |
| 4. | 21 февраля 2016 | Рио-де-Жанейро, Бразилия | Грунт       | Гидо Пелья           | 6-4 6-7(5) 6-4 |
| 5. | 28 февраля 2016 | Сан-Паулу, Бразилия (2)  | Грунт       | Пабло Карреньо Буста | 7-6(4) 6-3     |
| 6. | 6 марта 2017    | Сан-Паулу, Бразилия (3)  | Грунт       | Альберт Рамос        | 6-7(3) 6-4 6-4 |

#### Поражения (4)
| №  | Дата         | Турнир                    | Покрытие | Соперник в финале | Счёт        |
| 1. | 3 мая 2015   | Стамбул, Турция           | Грунт    | Роджер Федерер    | 3-6 6-7(11) |
| 2. | 25 июня 2016 | Ноттингем, Великобритания | Трава    | Стив Джонсон      | 6-7(5) 5-7  |
| 3. | 17 июля 2016 | Гамбург, Германия         | Грунт    | Мартин Клижан     | 1-6 4-6     |
| 4. | 5 мая 2019   | Кашкайш, Португалия       | Грунт    | Стефанос Циципас  | 3-6 6-7(4)  |

### Финалы челленджеров и фьючерсов в одиночном разряде (24)

#### Победы (18)
| Условные обозначения |
| Челленджеры (15+16*) |
| Фьючерсы (3+6)       |

| Титулы по покрытиям | Титулы по месту проведения матчей турнира |
| ------------------- | ----------------------------------------- |
| Хард (1+1*)         | Зал (1)                                   |
| Грунт (17+21)       | Зал (1)                                   |
| Трава (0)           | Открытый воздух (17+22)                   |
| Ковёр (0)           | Открытый воздух (17+22)                   |

* количество побед в одиночном разряде + количество побед в парном разряде.
| №   | Дата             | Турнир                  | Покрытие    | Соперник в финале   | Счёт            |
| 1.  | 11 сентября 2005 | Росарио, Аргентина      | Грунт       | Максимо Гонсалес    | 6-4 6-1         |
| 2.  | 20 ноября 2005   | Маракай, Венесуэла      | Хард        | Йони Ромеро         | 6-2 3-0 — отказ |
| 3.  | 29 января 2006   | Манисалес, Колумбия     | Грунт       | Лионель Новиски     | 7-5 6-3         |
| 4.  | 13 мая 2007      | Туника-Ресортс, США     | Грунт (зал) | Хуан Пабло Бжежицки | 6-4 4-6 6-3     |
| 5.  | 15 июля 2007     | Схевенинген, Нидерланды | Грунт       | Доминик Мефферт     | 6-3 6-4         |
| 6.  | 25 ноября 2007   | Лима, Перу              | Грунт       | Маркос Даниэль      | 0-6 6-4 6-3     |
| 7.  | 5 апреля 2009    | Неаполь, Италия         | Грунт       | Виктор Кривой       | 6-1 6-3         |
| 8.  | 11 октября 2009  | Монтевидео, Уругвай     | Грунт       | Николас Лапентти    | 7-5 6-1         |
| 9.  | 19 сентября 2010 | Щецин, Польша           | Грунт       | Игорь Андреев       | 6-1 6-1         |
| 10. | 27 октября 2013  | Буэнос-Айрес, Аргентина | Грунт       | Факундо Аргуэльо    | 7-6(6) 2-6 6-4  |
| 11. | 30 марта 2014    | Баранкилья, Колумбия    | Грунт       | Мартин Клижан       | 6-3 6-1         |
| 12. | 8 июня 2014      | Местре, Италия          | Грунт       | Марко Чеккинато     | 6-4 4-6 6-2     |
| 13. | 15 ноября 2014   | Гуаякиль, Эквадор       | Грунт       | Паоло Лоренци       | Без игры        |
| 14. | 23 ноября 2014   | Монтевидео, Уругвай     | Грунт       | Уго Дельен          | 6-2 6-4         |
| 15. | 12 ноября 2017   | Монтевидео, Уругвай     | Грунт       | Гаштан Элиаш        | 6-4 6-3         |
| 16. | 12 апреля 2019   | Тунис, Тунис            | Грунт       | Жуан Домингес       | 7-5 6-4         |
| 17. | 12 мая 2019      | Экс-ан-Прованс, Франция | Грунт       | Квентен Алис        | 7-5 3-6 6-2     |
| 18. | 13 июня 2021     | Лион, Франция           | Грунт       | Элиас Имер          | 6-2 6-2         |

#### Поражения (6)
| №  | Дата             | Турнир                  | Покрытие | Соперник в финале     | Счёт        |
| 1. | 12 июня 2005     | Яссы, Румыния           | Грунт    | Мартин Алунд          | 5-7 4-6     |
| 2. | 18 сентября 2005 | Монтевидео, Уругвай     | Грунт    | Хуан Мартин Арангурен | 2-6 2-6     |
| 3. | 26 ноября 2006   | Нейплс, США             | Грунт    | Карлос Берлок         | 3-6 5-7     |
| 4. | 3 октября 2010   | Монтевидео, Уругвай     | Грунт    | Максимо Гонсалес      | 6-1 3-6 4-6 |
| 5. | 10 октября 2010  | Буэнос-Айрес, Аргентина | Грунт    | Максимо Гонсалес      | 4-6 3-6     |
| 6. | 11 мая 2014      | Рим, Италия             | Грунт    | Юлиан Райстер         | 3-6 2-6     |

### Финалы турниров Большого шлема в парном разряде (1)

#### Победы (1)
| №  | Год  | Турнир                     | Покрытие | Партнёр   | Соперники в финале           | Счёт    |
| 1. | 2008 | Открытый чемпионат Франции | Грунт    | Луис Орна | Ненад Зимонич Даниэль Нестор | 6-2 6-3 |

### Финалы турнировATPв парном разряде (17)

#### Победы (9)
| №  | Дата            | Турнир                     | Покрытие   | Партнёр              | Соперники в финале                         | Счёт                 |
| 1. | 7 июня 2008     | Открытый чемпионат Франции | Грунт      | Луис Орна            | Ненад Зимонич Даниэль Нестор               | 6-2 6-3              |
| 2. | 7 февраля 2009  | Винья-дель-Мар, Чили       | Грунт      | Бриан Дабул          | Михал Мертиняк Франтишек Чермак            | 6-3 6-3              |
| 3. | 25 октября 2009 | Москва, Россия             | Хард (зал) | Марсель Гранольерс   | Михал Мертиняк Франтишек Чермак            | 4-6 7-5 [10-8]       |
| 4. | 14 февраля 2010 | Коста-ду-Сауипе, Бразилия  | Грунт      | Марсель Гранольерс   | Лукаш Кубот Оливер Марах                   | 7-5 6-4              |
| 5. | 17 мая 2015     | Рим, Италия                | Грунт      | Давид Марреро        | Марсель Гранольерс Марк Лопес              | 6-4 7-5              |
| 6. | 25 февраля 2017 | Рио-де-Жанейро, Бразилия   | Грунт      | Пабло Карреньо Буста | Хуан Себастьян Кабаль Роберт Фара          | 6-4 5-7 [10-8]       |
| 7. | 23 апреля 2017  | Монте-Карло, Монако        | Грунт      | Рохан Бопанна        | Марк Лопес Фелисиано Лопес                 | 6-3 3-6 [10-4]       |
| 8. | 5 августа 2017  | Кицбюэль, Австрия (2)      | Грунт      | Гильермо Дуран       | Андрей Василевский Ханс Подлипник Кастильо | 6-4 4-6 [12-10]      |
| 9. | 29 октября 2017 | Вена, Австрия              | Хард (зал) | Рохан Бопанна        | Марсело Демолинер Сэм Куэрри               | 7-6(7) 6-7(4) [11-9] |

#### Поражения (8)
| №  | Дата             | Турнир                    | Покрытие   | Партнёр            | Соперники в финале             | Счёт              |
| 1. | 20 апреля 2008   | Хьюстон, США              | Грунт      | Марсель Гранольерс | Эрнест Гулбис Райнер Шуттлер   | 5-7 6-7(3)        |
| 2. | 9 мая 2010       | Оэйраш, Португалия        | Грунт      | Марсель Гранольерс | Марк Лопес Давид Марреро       | 7-6(1) 4-6 [4-10] |
| 3. | 29 сентября 2013 | Куала-Лумпур, Малайзия    | Хард (зал) | Орасио Себальос    | Эрик Буторак Равен Класен      | 2-6 4-6           |
| 4. | 16 февраля 2014  | Буэнос-Айрес, Аргентина   | Грунт      | Орасио Себальос    | Марсель Гранольерс Марк Лопес  | 5-7 4-6           |
| 5. | 4 мая 2014       | Оэйраш, Португалия (2)    | Грунт      | Давид Марреро      | Сантьяго Гонсалес Скотт Липски | 3-6 6-3 [8-10]    |
| 6. | 27 июня 2015     | Ноттингем, Великобритания | Трава      | Давид Марреро      | Крис Гуччоне Андре Са          | 2-6 5-7           |
| 7. | 24 апреля 2016   | Барселона, Испания        | Грунт      | Марсель Гранольерс | Боб Брайан Майк Брайан         | 5-7 5-7           |
| 8. | 30 июля 2017     | Гамбург, Германия         | Грунт      | Марк Лопес         | Иван Додиг Мате Павич          | 3-6 4-6           |

### Финалы челленджеров и фьючерсов в парном разряде (43)

#### Победы (22)
| №   | Дата             | Турнир                  | Покрытие | Партнёр           | Соперники в финале                  | Счёт           |
| 1.  | 1 мая 2005       | Кордова, Аргентина      | Грунт    | Орасио Себальос   | Кристиан Вильягран Матиас Ниемис    | 6-2 6-2        |
| 2.  | 8 мая 2005       | Кордова, Аргентина      | Грунт    | Орасио Себальос   | Мартин Виларруби Диего Кристин      | 7-5 2-6 7-6(5) |
| 3.  | 5 июня 2005      | Бухарест, Румыния       | Грунт    | Мартин Виларруби  | Адриан Гаврила Адриан Кручат        | 7-6(5) 6-2     |
| 4.  | 19 июня 2005     | Бухарест, Румыния       | Грунт    | Мартин Виларруби  | Пабло Андухар Игорь Мугуруса        | 5-7 6-1 6-4    |
| 5.  | 18 сентября 2005 | Монтевидео, Уругвай     | Грунт    | Мартин Виларруби  | Матиас О'Нейл Эмилиано Редонди      | 7-6(4) 6-4     |
| 6.  | 29 января 2006   | Манисалес, Колумбия     | Грунт    | Орасио Себальос   | Диего Альварес Эмилиано Редонди     | 6-4 7-6(2)     |
| 7.  | 9 июля 2006      | Монтобан, Франция       | Грунт    | Адриан Гарсия     | Марк Жикель Эдуар Роже-Васслен      | 6-3 4-6 [10-8] |
| 8.  | 26 ноября 2006   | Нейплс, США             | Грунт    | Орасио Себальос   | Горан Драгичевич Мирко Пехар        | 7-6(5) 6-3     |
| 9.  | 7 января 2007    | Сан-Паулу, Бразилия     | Хард     | Адриан Гарсия     | Марсело Мело Алешандри Симони       | 6-4 6-2        |
| 10. | 29 апреля 2007   | Флорианополис, Бразилия | Грунт    | Орасио Себальос   | Андре Миле Жуан Соуза               | 6-4 6-4        |
| 11. | 8 июля 2007      | Турин, Италия           | Грунт    | Орасио Себальос   | Пабло Андухар Флавио Саретта        | 6-3 6-1        |
| 12. | 12 августа 2007  | Сан-Марино              | Грунт    | Хуан Пабло Гусман | Томаш Беднарек Джеймс Серретани     | 6-1 6-0        |
| 13. | 7 октября 2007   | Медельин, Колумбия      | Грунт    | Орасио Себальос   | Сантьяго Гонсалес Бруно Соарес      | 6-4 6-4        |
| 14. | 4 ноября 2007    | Монтевидео, Уругвай     | Грунт    | Луис Орна         | Сантьяго Вентура Марсель Гранольерс | Без игры       |
| 15. | 25 ноября 2007   | Лима, Перу              | Грунт    | Эдуардо Шванк     | Мартин Виларруби Мичаэль Кинтеро    | 6-4 6-2        |
| 16. | 5 апреля 2009    | Неаполь, Италия         | Грунт    | Давид Марреро     | Франк Мозер Лукаш Росол             | 6-4 6-3        |
| 17. | 17 мая 2009      | Бордо, Франция          | Грунт    | Орасио Себальос   | Ксавье Пужо Стефан Робер            | 4-6 6-4 [10-4] |
| 18. | 3 ноября 2013    | Монтевидео, Уругвай     | Грунт    | Мартин Куэвас     | Андре Гем Рожериу Дутра да Силва    | Без игры       |
| 19. | 30 марта 2014    | Баранкилья, Колумбия    | Грунт    | Пере Риба         | Михаил Елгин Франтишек Чермак       | 6-4 6-3        |
| 20. | 8 июня 2014      | Местре, Италия          | Грунт    | Орасио Себальос   | Даниэле Браччали Потито Стараче     | 6-4 6-1        |
| 21. | 23 ноября 2014   | Монтевидео, Уругвай     | Грунт    | Мартин Куэвас     | Гонсало Лама Николас Ярри           | 6-2 6-4        |
| 22. | 13 июня 2021     | Лион, Франция           | Грунт    | Мартин Куэвас     | Тристан Ламасин Альбано Оливетти    | 6-3 7-6(2)     |

#### Поражения (21)
| №   | Дата             | Турнир                    | Покрытие    | Партнёр           | Соперники в финале                     | Счёт              |
| 1.  | 14 ноября 2004   | Сантус, Бразилия          | Грунт       | Агустин Тарантино | Тьяго Алвес Томас Беллуччи             | 3-6 6-3 4-6       |
| 2.  | 17 апреля 2005   | Сантьяго, Чили            | Грунт       | Орасио Себальос   | Бриан Дабул Дамиан Патриарка           | 4-6 2-6           |
| 3.  | 24 апреля 2005   | Сантьяго, Чили            | Грунт       | Орасио Себальос   | Хорхе Агилар Фелипе Парада             | 3-6 4-6           |
| 4.  | 15 мая 2005      | Кордова, Аргентина        | Грунт       | Орасио Себальос   | Мартин Виларруби Диего Кристин         | 6-4 6-7(5) 4-6    |
| 5.  | 14 августа 2005  | Крайова, Румыния          | Грунт       | Эрик Шерер        | Адриан Барбу Йонуц Молдован            | 6-7(3) 2-6        |
| 6.  | 11 сентября 2005 | Росарио, Аргентина        | Грунт       | Орасио Себальос   | Максимо Гонсалес Дамиан Патриарка      | 6-7(5) 6-4 2-6    |
| 7.  | 13 ноября 2005   | Маракай, Венесуэла        | Хард        | Орасио Себальос   | Бриан Дабул Марсель Фельдер            | 5-7 4-6           |
| 8.  | 5 февраля 2006   | Букараманга, Колумбия     | Грунт       | Мартин Виларруби  | Бриан Дабул Марсель Фельдер            | 3-6 2-6           |
| 9.  | 8 октября 2006   | Кито, Эквадор             | Грунт       | Орасио Себальос   | Рожериу Дутра да Силва Марсело Мело    | 3-6 4-6           |
| 10. | 15 октября 2006  | Медельин, Колумбия        | Грунт       | Орасио Себальос   | Андре Гем Марсело Мело                 | Без игры          |
| 11. | 28 января 2007   | Сантьяго, Чили            | Грунт       | Орасио Себальос   | Бриан Дабул Марк Лопес                 | 2-6 6-3 [8-10]    |
| 12. | 6 мая 2007       | Нейплс, США               | Грунт       | Орасио Себальос   | Хуан Пабло Бжежицки Леонардо Майер     | 1-6 7-6(4) [8-10] |
| 13. | 13 мая 2007      | Туника-Ресортс, США       | Грунт (зал) | Орасио Себальос   | Пол Голдстейн Дональд Янг              | 6-4 1-6 [4-10]    |
| 14. | 1 июля 2007      | Реджо-нель-Эмилия, Италия | Грунт       | Орасио Себальос   | Ламин Уахаб Франко Феррейро            | 4-6 6-1 [4-10]    |
| 15. | 15 июля 2007     | Схевенинген, Нидерланды   | Грунт       | Рохан Бопанна     | Петер Весселс Рамон Слёйтер            | 6-7(6) 5-7        |
| 16. | 25 января 2009   | Икике, Чили               | Грунт       | Орасио Себальос   | Юхан Брунстрём Жан-Жюльен Ройер        | 3-6 4-6           |
| 17. | 29 марта 2009    | Барлетта, Италия          | Грунт       | Луис Орна         | Сантьяго Вентура Рубен Рамирес Идальго | 6-7(1) 2-6        |
| 18. | 7 июня 2009      | Простеёв, Чехия           | Грунт       | Доминик Хрбаты    | Юхан Брунстрём Жан-Жюльен Ройер        | 2-6 3-6           |
| 19. | 14 июня 2009     | Лугано, Швейцария         | Грунт       | Серхио Ройтман    | Юхан Брунстрём Жан-Жюльен Ройер        | Без игры          |
| 20. | 11 октября 2009  | Монтевидео, Уругвай       | Грунт       | Мартин Куэвас     | Хуан Пабло Бжежицки Давид Марреро      | 4-6 4-6           |
| 21. | 8 июня 2018      | Простеёв, Чехия           | Грунт       | Мартин Куэвас     | Игорь Зеленай Денис Молчанов           | 6-4 3-6 [7-10]    |

## История выступлений на турнирах
По состоянию на 14 ноября 2022 года
Для того, чтобы предотвратить неразбериху и удваивание счета, информация в этой таблице корректируется только по окончании турнира или по окончании участия там данного игрока.
| Турнир                       | 2007  | 2008  | 2009                    | 2010                    | 2011                    | 2013                    | 2014                    | 2015                    | 2016                    | 2017                    | 2018                    | 2019                    | 2020                    | 2021                    | 2022                    | Итог   | В/П за карьеру |
| ---------------------------- | ----- | ----- | ----------------------- | ----------------------- | ----------------------- | ----------------------- | ----------------------- | ----------------------- | ----------------------- | ----------------------- | ----------------------- | ----------------------- | ----------------------- | ----------------------- | ----------------------- | ------ | -------------- |
| Турниры Большого шлема       |       |       |                         |                         |                         |                         |                         |                         |                         |                         |                         |                         |                         |                         |                         |        |                |
| Открытый чемпионат Австралии | -     | -     | -                       | 1Р                      | 1Р                      | -                       | -                       | 1Р                      | 2Р                      | 1Р                      | 2Р                      | 2Р                      | 1Р                      | 2Р                      | -                       | 0 / 9  | 4-9            |
| Открытый чемпионат Франции   | К     | 1Р    | К                       | 1Р                      | 1Р                      | 2Р                      | 2Р                      | 3Р                      | 3Р                      | 3Р                      | 2Р                      | 3Р                      | 2Р                      | 2Р                      | 2Р                      | 0 / 13 | 14-13          |
| Уимблдонский турнир          | -     | -     | 2Р                      | -                       | -                       | -                       | 1Р                      | 1Р                      | 1Р                      | -                       | 1Р                      | 2Р                      | НП                      | 1Р                      | -                       | 0 / 7  | 2-7            |
| Открытый чемпионат США       | 1Р    | 1Р    | 2Р                      | 2Р                      | -                       | 1Р                      | 1Р                      | 2Р                      | 2Р                      | 1Р                      | -                       | 2Р                      | 1Р                      | 1Р                      | -                       | 0 / 12 | 5-12           |
| Итог                         | 0 / 1 | 0 / 2 | 0 / 2                   | 0 / 3                   | 0 / 2                   | 0 / 2                   | 0 / 3                   | 0 / 4                   | 0 / 4                   | 0 / 3                   | 0 / 3                   | 0 / 4                   | 0 / 3                   | 0 / 4                   | 0 / 1                   | 0 / 41 |                |
| В/П в сезоне                 | 0-1   | 0-2   | 2-2                     | 1-3                     | 0-2                     | 1-2                     | 1-3                     | 3-4                     | 4-4                     | 2-3                     | 2-3                     | 5-4                     | 1-3                     | 2-4                     | 1-1                     |        | 25-41          |
| Олимпийские игры             |       |       |                         |                         |                         |                         |                         |                         |                         |                         |                         |                         |                         |                         |                         |        |                |
| Летняя олимпиада             | НП    | -     | Не проводился           | Не проводился           | Не проводился           | Не проводился           | Не проводился           | Не проводился           | 2Р                      | Не проводился           | Не проводился           | Не проводился           | Не проводился           | -                       | НП                      | 0 / 1  | 1-1            |
| Турниры Мастерс              |       |       |                         |                         |                         |                         |                         |                         |                         |                         |                         |                         |                         |                         |                         |        |                |
| Индиан-Уэллc                 | -     | -     | -                       | 2Р                      | 2Р                      | -                       | -                       | 3Р                      | 2Р                      | 1/4                     | 4Р                      | -                       | НП                      | -                       | 1Р                      | 0 / 7  | 8-7            |
| Майами                       | -     | 2Р    | -                       | 1Р                      | 3Р                      | -                       | -                       | 2Р                      | 3Р                      | 2Р                      | -                       | 1Р                      | НП                      | -                       | -                       | 0 / 7  | 4-7            |
| Монте-Карло                  | -     | -     | К                       | -                       | -                       | -                       | -                       | -                       | 2Р                      | 1/4                     | 1Р                      | -                       | НП                      | -                       | -                       | 0 / 3  | 4-3            |
| Мадрид                       | -     | -     | -                       | 1Р                      | -                       | -                       | -                       | 1Р                      | 3Р                      | 1/2                     | 3Р                      | -                       | НП                      | К                       | -                       | 0 / 5  | 8-5            |
| Рим                          | -     | 1Р    | -                       | 1Р                      | 1Р                      | -                       | -                       | 2Р                      | 1Р                      | 2Р                      | 1Р                      | -                       | -                       | К                       | -                       | 0 / 7  | 2-7            |
| Торонто/Монреаль             | К     | -     | -                       | -                       | -                       | -                       | -                       | 1Р                      | -                       | -                       | -                       | -                       | НП                      | -                       | -                       | 0 / 1  | 0-1            |
| Цинциннати                   | -     | -     | -                       | -                       | -                       | -                       | -                       | 1Р                      | 2Р                      | -                       | -                       | -                       | К                       | -                       | -                       | 0 / 2  | 1-2            |
| Шанхай                       | НП    | НП    | -                       | -                       | -                       | -                       | 1Р                      | 1Р                      | 1Р                      | 1Р                      | -                       | 1Р                      | Не проводился           | Не проводился           | Не проводился           | 0 / 5  | 0-5            |
| Париж                        | -     | -     | 1Р                      | -                       | -                       | -                       | 2Р                      | 1Р                      | 3Р                      | 3Р                      | -                       | 1Р                      | К                       | -                       | -                       | 0 / 6  | 4-6            |
| Гамбург                      | -     | К     | Не турнир серии Мастерс | Не турнир серии Мастерс | Не турнир серии Мастерс | Не турнир серии Мастерс | Не турнир серии Мастерс | Не турнир серии Мастерс | Не турнир серии Мастерс | Не турнир серии Мастерс | Не турнир серии Мастерс | Не турнир серии Мастерс | Не турнир серии Мастерс | Не турнир серии Мастерс | Не турнир серии Мастерс | 0 / 0  | 0-0            |
| Статистика за карьеру        |       |       |                         |                         |                         |                         |                         |                         |                         |                         |                         |                         |                         |                         |                         |        |                |
| Проведено финалов            | 0     | 0     | 0                       | 0                       | 0                       | 0                       | 2                       | 2                       | 4                       | 1                       | 0                       | 1                       | 0                       | 0                       | 0                       |        | 10             |
| Выиграно турниров АТП        | 0     | 0     | 0                       | 0                       | 0                       | 0                       | 2                       | 1                       | 2                       | 1                       | 0                       | 0                       | 0                       | 0                       | 0                       |        | 6              |
| В/П: всего                   | 4-1   | 10-15 | 19-15                   | 21-22                   | 13-13                   | 2-4                     | 18-12                   | 29-26                   | 34-23                   | 20-21                   | 19-14                   | 24-23                   | 8-14                    | 9-11                    | 4-7                     |        | 242-224        |
| Σ % побед                    | 80 %  | 40 %  | 56 %                    | 49 %                    | 50 %                    | 33 %                    | 60 %                    | 53 %                    | 60 %                    | 49 %                    | 58 %                    | 51 %                    | 36 %                    | 45 %                    | 36 %                    |        | 52 %           |

К — проигрыш в квалификационном турнире.
| Турнир                       | 2007  | 2008  | 2009  | 2010  | 2011  | 2013  | 2014  | 2015  | 2016  | 2017  | 2018  | 2019  | 2020  | 2021  | Итог   | В/П за карьеру |
| ---------------------------- | ----- | ----- | ----- | ----- | ----- | ----- | ----- | ----- | ----- | ----- | ----- | ----- | ----- | ----- | ------ | -------------- |
| Турниры Большого шлема       |       |       |       |       |       |       |       |       |       |       |       |       |       |       |        |                |
| Открытый чемпионат Австралии | -     | -     | -     | -     | 1Р    | -     | -     | 1/4   | 1/2   | 2Р    | 1Р    | 2Р    | 2Р    | 1Р    | 0 / 8  | 10-8           |
| Открытый чемпионат Франции   | 3Р    | П     | 3Р    | -     | 1Р    | 1/2   | 2Р    | 2Р    | 1/4   | 3Р    | 2Р    | 2Р    | 3Р    | 1Р    | 1 / 13 | 25-12          |
| Уимблдонский турнир          | -     | -     | 1Р    | -     | -     | -     | 3Р    | 1Р    | 3Р    | -     | 2Р    | 1Р    | НП    | -     | 0 / 6  | 5-6            |
| Открытый чемпионат США       | 2Р    | 2Р    | 3Р    | 2Р    | -     | 3Р    | 1Р    | 1Р    | 1Р    | 2Р    | -     | 1Р    | -     | 1Р    | 0 / 11 | 8-11           |
| Итог                         | 0 / 2 | 1 / 2 | 0 / 3 | 0 / 1 | 0 / 2 | 0 / 2 | 0 / 3 | 0 / 4 | 0 / 4 | 0 / 3 | 0 / 3 | 0 / 4 | 0 / 2 | 0 / 3 | 1 / 38 |                |
| В/П в сезоне                 | 3-2   | 7-1   | 4-3   | 1-1   | 0-2   | 6-2   | 3-3   | 4-4   | 9-4   | 4-3   | 2-3   | 2-4   | 3-2   | 0-3   |        | 48-37          |
| Итоговые турниры             |       |       |       |       |       |       |       |       |       |       |       |       |       |       |        |                |
| Итоговый турнир ATP          | -     | 1/2   | -     | -     | -     | -     | -     | -     | -     | -     | -     | -     | -     |       | 0 / 1  | 2-2            |